# Baliza
Baliza är en kommun i Brasilien.   Den ligger i delstaten Goiás, i den centrala delen av landet, 500 km väster om huvudstaden Brasília. Antalet invånare är 3 714.
Omgivningarna runt Baliza är huvudsakligen savann. Trakten runt Baliza är nära nog obefolkad, med mindre än två invånare per kvadratkilometer.